# Aardwolf
De aardwolf (Proteles cristata) is een hyena uit zuidelijk en oostelijk Afrika. Het is de enige levende soort uit de onderfamilie van de aardwolven (Protelinae). De aardwolf verschilt sterk van andere hyena's. Het is een vrijwel weerloos en ongevaarlijk dier dat, anders dan andere hyena's die vooral gewervelden eten, voornamelijk van termieten leeft. Mogelijke natuurlijke vijanden worden afgeschrikt door de oppervlakkige gelijkenis met andere hyena's. De Nederlandse naam komt uit het Afrikaans en in de Engelse taal wordt deze soort ook met aardwolf aangeduid.

## Uiterlijke kenmerken
De aardwolf is veel kleiner dan de andere hyenasoorten. De schofthoogte van een aardwolf bedraagt tussen de 40 en de 50 centimeter. De kop-romplengte bedraagt 55 tot 80 centimeter, de staartlengte 20 tot 30 centimeter. Ze wegen 8 tot 12 kilogram.
De aardwolf is makkelijk te herkennen aan zijn fijne silhouet. Hij heeft een lange, volle staart en lange, slanke poten. De kop heeft een spitse, tere, kale snuit en grote oren. Hij heeft een lichtgele tot roomwitte vacht. Soms lijkt de vacht rossig door de kleur van de aarde. De keel, wangen en onderzijde zijn gelig wit van kleur; de snuit, poten en staartpunt zijn donkerbruin. Onregelmatige en gebroken smalle zwarte strepen lopen verticaal over het lijf. De voorpoten hebben horizontale strepen. Een lange maan wordt gevormd door lange haren in de flanken en op de rug en een kraag rond zijn hals en nek, en loopt van de oren tot het begin van de staart. Het gebit verschilt met die van de hyena's en telt vaak 24 tanden. De hoektanden zijn normaal gebouwd, maar de kiezen zijn klein en functieloos. Bij sommige dieren ontbreken ze zelfs.

## Verspreiding en leefgebied
De aardwolf leeft in open, droge vlakten en struikgebieden. Hij mijdt bergachtige streken. De aardwolf komt enkel voor in gebieden waar termieten uit de familie Hodotermitidae voorkomen. Deze termieten zijn afhankelijk van dood en verdord gras en komen voornamelijk voor in zwaarbegraasde graslanden en savannes, waaronder in landbouwgebieden. De aardwolf profiteert op deze manier van de opkomst van de landbouw. De aardwolf leeft in twee gescheiden populaties: één in Zuid-Afrika en één in Oost-Afrika en de Hoorn van Afrika. Hij komt niet voor in de tussenliggende Miombo-bosgebieden.

## Voedsel
Zijn voedsel bestaat voornamelijk uit termieten. Er bestaan vele soorten termieten, en de aardwolf vertoont een voorkeur voor soorten uit de geslachten Trinervitermes en Hodotermes. In Zuid-Afrika jaagt hij in de zomer 's nachts solitair op Trinervitermes, die zich in kolonies over de grond verplaatsen. In de winter jaagt hij op de enige soort termieten die dan beschikbaar is, de meer dagactieve Hodotermes.
De aardwolf vindt zijn prooi door met zijn scherpe gehoor het geluid op te vangen van termieten die grasstengels en -bladeren doorbijten. De aardwolf likt de prooi op, geholpen door het ietwat kleverige speeksel en slikt ze door zonder veel te kauwen. Hij kan in één nacht maximaal 200.000 termieten eten. De aardwolf eet nooit alle termieten op, zodat hij zeker is van een volgend maaltje.
De soldaten van de termieten spuiten ter verdediging giftige, irriterende chemicaliën. De meeste andere mierenetende dieren in het gebied, zoals schubdieren en het aardvarken, zullen zich daarom zelden voeden met deze dieren. De aardwolf kan echter een grotere proportie van de gifstoffen van deze soldaattermieten aan. Toch voedt hij zich vaker met de niet-soldaten in een kolonie. De aardwolf kan tijdens het foerageren snelheden bereiken van tien kilometer per uur en eet vaak zo'n zes uur achter elkaar.
Ook andere insecten worden gegeten: de larven van scarabeeën en andere kevers, sprinkhanen en motten. Bij uitzondering eten ze kleine gewervelde dieren op. De aardwolf snuffelt wel aan kadavers, om te zoeken naar de larven van aaskevers.

## Leefwijze
De aardwolf is voornamelijk 's nachts en 's ochtends actief en slaapt overdag in een vergroot ondergronds hol van aardvarkens, stekelvarkens of springhazen. Soms graaft hij ook zelf een simpel hol. Het is een schuw dier dat zelden wordt waargenomen.
Een paartje deelt een territorium, maar ze zoeken elkaar zelden op en de twee dieren slapen en eten apart. Wel zorgen ze samen voor de jongen en jagen ze samen jakhalzen en andere middelgrote roofdieren weg. Ook trekken ze meestal in hun eentje door het territorium. In tijden van voedselschaarste is de aardwolf minder territoriaal en socialer. Meerdere aardwolven foerageren dan in groepen en eten samen. Daardoor verspillen ze geen energie aan ruzies.
Wanneer termieten talrijk zijn heeft elke aardwolf zijn eigen territorium. Hij markeert die zoals ook hyena's doen, met een muskusachtige stof, die hij uitscheidt via zijn anaalklieren. Hij sproeit die stof meestal op stenen of graspollen. Tussen markeringen zit vaak niet meer dan 50 meter afstand. Men vermoedt dat deze stof ook vijanden buitenhoudt. Ook legt hij "latrine"s aan, waar hij zijn uitwerpselen achterlaat. Deze latrines zijn meestal slecht of zelfs niet bedekt. De grootte van een territorium is afhankelijk van het aantal termietenheuvels.
De aardwolven komen vaak in vijandige situaties terecht met soortgenoten. Om die te kunnen verjagen, blaffen en grommen ze en zetten ze hun manen rechtop, zodat ze groter lijken. Als dit niet helpt, gaan ze over tot de aanval, hetgeen tot zware en bloedige verwondingen kan leiden. Ook jakhalzen die te dicht in de buurt van het hol komen worden op deze manier verjaagd, voornamelijk als er jongen zijn.

### Voortplanting
In de paartijd (in de herfst of de lente) gaan de mannetjes zwerven, op zoek naar een vrouwtje. Hierbij treden ze echter vaak uit hun eigen territorium. De indringer wordt dan meestal verjaagd, maar soms eindigt het bezoek in een bloedig gevecht. De draagtijd duurt twee of drie maanden en de jongen worden geboren aan het einde van de regentijd. Een vrouwtje werpt tot drie jongen, die in het hol blijven gedurende de eerste zes weken. Rond deze tijd zijn ze zeer kwetsbaar en veel worden gegrepen door verscheidene middelgrote predatoren. Vanaf de derde maand gaan de jongen mee op voedseltocht. Ze kunnen zelfstandig leven vanaf de 4de maand, maar blijven in de buurt van het hol en hun moeder, totdat ze een nieuw nest heeft.

## Relatie met de mens
Aardwolven zijn vrij algemeen en lijken te profiteren van de opkomst van de landbouw. Ze worden beschouwd als nuttige, ongevaarlijke dieren en worden daarom meestal met rust gelaten. Toch wordt de aardwolf vaak bejaagd voor hun vacht. Ook worden ze weleens gedood door honden of worden ze aangereden door auto's.

## Trivia
- De soortaanduiding cristatus (vederbos) verwijst naar de opvallende manen van de aardwolf.
- Door ouderdom verliest een aardwolf een deel van zijn gebit. Zijn gebit is echter niet meer in gebruik, doordat hij voornamelijk zachte insecten eet.